# Xian de Qusum
Le xian de Qusum (曲松县 ; pinyin : Qūsōng Xiàn) est un district administratif de la région autonome du Tibet en Chine. Il est placé sous la juridiction de la ville-préfecture de Shannan.

## Démographie
La population du district était de 15 541 habitants en 1999.